# Répression antisyndicale
On appelle répression antisyndicale toute activité visant à entraver l'action syndicale. Selon les pays et les époques, cela peut passer par différentes méthodes.  Ainsi, il peut y avoir une législation qui les interdit ou les entrave fortement (en ne donnant par exemple aucune protection particulière aux délégués syndicaux ou délégués du personnel ou en interdisant la création de nouveaux syndicats). Ils peuvent être mis sous contrôle étatique ou patronal par l'émission de guides à l'intention du patronat pour lutter contre l'activité syndicale (Australie) ou bien par des campagnes de propagande antisyndicale ainsi que des lois (par exemple, la loi 43 de la province de Québec, au Canada). 

Dans les cas les plus graves, des syndicalistes, ainsi que leurs sympathisants ou leur famille, peuvent être assassinés.

## Canada
L'adoption de la Loi concernant les conditions de travail dans le secteur public (loi 43) le 15 décembre 2005 a pour effet d'imposer, entre cette date et le 31 mars 2010, les conditions de travail et les conventions collectives de tous les employés du secteur public québécois. Cette loi interdit toute mesure visant, directement ou indirectement, à ralentir, altérer ou retarder un service public. Les employés du secteur public perdent donc tout droit d'effectuer un moyen de pression quelconque (dont le droit de grève) afin d'améliorer leurs conditions de travail.

## Colombie
C'est le pays le plus dangereux au monde pour les syndicalistes, on dénombre 184 assassinats en 2002, 9 disparitions, 27 tentatives d'assassinats, 189 menaces de mort, 27 enlèvements et 80 exils forcés.

## États-Unis
La grève est interdite pour la fonction publique et la création d'une structure syndicale est très difficile à mettre en place (élections de certification) et à maintenir, depuis la loi Taft-Hartley de 1947. Les complications administratives sont sans commune mesure avec celles en vigueur en Europe.
La répression a pris une nouvelle vigueur après l'élection de Ronald Reagan en 1981. La défaite très symbolique des contrôleurs aériens du Professional Air Traffic Controllers Organization lança une vague de répression très dure, qui vit notamment la création de nombreuses officines juridiques de conseil aux entreprises contre l'implantation de syndicats. Le cas de l'entreprise de distribution Wal-Mart, exempt de toute implantation syndicale aux États-Unis est symbolique.
En 2002, le gouvernement de George W. Bush a retiré à 170 000 salariés le droit à la négociation collective de leurs conditions de travail et les protections accordées aux fonctionnaires.

## Italie
À la suite de la Première Guerre mondiale, en 1919, des grèves éclatent en Italie, des escadrons de briseurs de grève, appartenant au Parti national fasciste, viennent terroriser les grévistes et syndicalistes en les frappant, parfois en les assassinant, et laissant les grévistes, habitués à n'avoir qu'un pouvoir démocrate en face de lui, sans autre choix que de se soumettre sous la violence des escadrons. Le patronat payera les escadrons pour leurs forfaits, et invitera Mussolini au parlement en lui demandant quels étaient ses intentions, il proclamera : « Je suis un libéral. La nouvelle réalité de demain, répétons-le, sera capitaliste. La vraie histoire du capitalisme ne commence que maintenant. Le socialisme n'a plus une chance de s'imposer. Il s'agit de choisir entre un passé presque mort et des possibilités illimitées d'avenir… ».

## France
Dans ce pays, le droit de grève est reconnu par la loi et le pays est considéré comme respectueux de la liberté syndicale, possédant toutefois certaines dispositions, telles que les critères de représentativité, qui défavorisent certaines organisations syndicales.
Certaines grandes enseignes tel que Carrefour ou McDonald's sont connues pour essayer d'empêcher l'implantation d'organisations syndicales.

## Allemagne nazie
Lors de l'accession de Adolf Hitler au pouvoir, les syndicats ont été dissous et remplacés par le Deutsche Arbeitsfront (« Front allemand du travail »). Les grèves ont été interdites et les grévistes étaient rapidement repérés par la Gestapo avant d'être sommairement exécutés ou déportés dans les camps. Parfois, les grévistes étaient arrêtés et mitraillés en public et en masse pour briser définitivement toute velléité de grève.